# Xorret de Catí
Xorret de Catí es una zona rural de montaña de la Comunidad Valenciana, España. Se sitúa en la provincia de Alicante, localizada entre las localidades de Castalla y Petrel, a unos 1100 metros de altitud.
Xorret significa chorrito en valenciano, tomando el nombre de una pequeña fuente de la rambla del Puça o de los Molinos. La zona se encuentra en la sierra del Fraile, con una altura máxima de 1261 metros, en ocasiones también llamada Sierra de Catí, localizada un poco al norte de la sierra del Cid y al oeste de la sierra del Maigmó.
Se puede acceder tanto desde Petrel como desde Castalla. La vegetación es típica mediterránea, con predominio de pinares y carrascas, y arbustos como el tomillo, espliego, aliaga, salvia y genista.

## Ciclismo
La carretera que sube desde Castalla es un puerto de montaña muy duro, famoso en el ciclismo de España por las llegadas de la Vuelta a España a la cima de Xorret. El puerto tiene una longitud de cuatro kilómetros, con un desnivel de 437 metros y rampas de hasta el 22% de desnivel.
Ha sido final de etapa en seis ocasiones. Los ganadores de las etapas y los corredores que salieron líderes de la carrera de Xorret fueron:
| Edición | Ganador              | Líder              |
| ------- | -------------------- | ------------------ |
| 1998    | José María Jiménez   | José María Jiménez |
| 2000    | Eladio Jiménez       | Alex Zülle         |
| 2004    | Eladio Jiménez       | Floyd Landis       |
| 2009    | Gustavo César Veloso | Alejandro Valverde |
| 2010    | David Moncoutié      | Igor Antón         |
| 2017    | Julian Alaphilippe   | Chris Froome       |
| 2023    | Primož Roglič        | Sepp Kuss          |